# Domenico Procacci
Domenico Procacci (Bari, 8 febbraio 1960) è un produttore cinematografico, editore, produttore discografico e imprenditore italiano, fondatore della casa di produzione cinematografica Fandango.

## Biografia
Nato e cresciuto a Bari, nel quartiere di Santo Spirito, si trasferì a Roma all'inizio degli anni ottanta, dove frequentò la Scuola di cinema Gaumont, durante la quale realizzò pure un cortometraggio da regista presentato al MystFest di Cattolica del 1983.
Come produttore ha iniziato l'attività nel 1987, producendo il film Il grande Blek, per il debutto alla regia di Giuseppe Piccioni. Successivamente è stata la volta dell'opera prima di Sergio Rubini, La stazione.
Nel 1989 fonda la Fandango, un progetto iniziato con la produzione cinematografica ed estesosi nel corso degli anni ad editoria (1998), musica (2001), web tv, radio web, distribuzione cinematografica (2000), gestione caffè letterari e sale cinema; la Fandango rappresenta oggi una realtà dinamica in un panorama nazionale segnato, in quegli stessi settori, da crisi.
Nel 1992 ha prodotto La corsa dell'innocente di Carlo Carlei, La bionda di Sergio Rubini, così come la prima esperienza internazionale di produzioni di "lungo", con Bad Boy Bubby dell'australiano Rolf de Heer, che vince alla Mostra internazionale d'arte cinematografica di Venezia 1993 un premio della giuria. La collaborazione con lo stesso regista australiano prosegue con Epsilon (1995), La stanza di Cloe (1996), Dance Me to My Song (1998), The Tracker (2002), Alexandra's Project (2003), fino a Ten Canoes (2006), che al Festival di Cannes 2006 ottiene il premio speciale della giuria "Un Certain Regard".
Il comune intento con Rolf De Heer di dare impulso alla promettente cinematografia australiana, suggerisce a Procacci la creazione della Fandango Australia con sede a Sydney (2002); soci con lui, oltre a De Heer, il regista Richard Lowestein e i produttori Sue Murray e Bryce Menzies.
Tra il 1993 e il 1998 Procacci ha prodotto circa dieci film tra cui Come due coccodrilli di Giacomo Campiotti, con Giancarlo Giannini, premiato con un David di Donatello per il miglior attore non protagonista ed una nomination ai Golden Globe.
Nel 1998 Procacci produce il film scritto e diretto da Luciano Ligabue, Radiofreccia, dal fortunato romanzo, Fuori e dentro il borgo del cantautore emiliano, che registra altrettanta fortuna del libro quanto a popolarità e vendite, da farlo diventare cult-movie di quegli anni; non inferiori i premi cinematografici ricevuti: David di Donatello a Stefano Accorsi per il miglior attore protagonista, sempre a Stefano Accorsi il David come migliore regista esordiente al 'Ligab', due Nastri d'argento per il miglior regista esordiente e per la miglior canzone. Nel 2002 Ligabue torna alla regia con il film Da zero a dieci.
Nel 1998 un'altra opera, Ecco fatto, il primo film di Gabriele Muccino.
In quell'anno viene creata la "Fandango libri" che debutta con il romanzo in versi La maschera di scimmia di Dorothy Porter. Tra le opere di maggior rilievo Questa storia di Alessandro Baricco, Tutt'al più muoio di Edoardo Albinati e Filippo Timi, Rembò di Davide Enia, italiani, mentre tra quelli esteri, l'opera completa di John Cheever, le inchieste di John Pilger, L'incredibile menzogna di Thierry Meyssan, Fidel di Volker Skierka, Cecenia, il disonore russo di Anna Politkovskaja. Nel 2005 gli scrittori Alessandro Baricco, Carlo Lucarelli, Edoardo Nesi, Sandro Veronesi e la sceneggiatrice Laura Paolucci, diventano anche soci; Rosaria Carpinelli, invece, assume la direzione generale del progetto-libri. Il logo della editrice, è firmato da Gianluigi Toccafondo, lo stesso autore di quelli che identificano sia la produzione che la distribuzione cinematografica della casa madre.
Nel 1999 Gabriele Muccino realizza il suo secondo film Come te nessuno mai che viene presentato alla Mostra del cinema di Venezia.
Nel 2000 prende avvio la "Fandango Distribuzione"; primo titolo ad essere prodotto e distribuito sarà Il partigiano Johnny di Guido Chiesa, dal romanzo omonimo di Beppe Fenoglio, in concorso alla Mostra del cinema di Venezia. L'anno successivo Gabriele Muccino dirige L'ultimo bacio, che identifica la crisi di una generazione, pur rappresentandole tutte; l'incasso sarà superiore a 16.000.000 di Euro, guadagnando anche 5 David di Donatello e 1 premio (del pubblico) al Sundance Film Festival. La Miramax Films acquista i diritti di distribuzione negli Stati Uniti dei primi tre film di Muccino.
Nel 2001 dopo l'esperienza fortunata con Radio Freccia di Ligabue, Procacci dà vita all'etichetta discografica "RadioFandango", che pubblicherà le colonne sonore dei film prodotti dalla casa madre e dal 2005, con l'arrivo alla direzione artistica di Stefano Senardi, inizia l'attività di vera e propria casa discografica producendo i lavori di giovani artisti quali Pino Marino, Petra Magoni e Ferruccio Spinetti, l'orchestra di Piazza Vittorio, la Banda Osiris, i Virginiana Miller, i Belladonna, all'epoca noto come "Zoo di Venere" e che una volta allontanato da RadioFandango su iniziativa di Stefano Senardi conoscerà un vastissimo successo internazionale che lo porterà addirittura a due nomination nei ballot dei Grammy Awards, e talenti già affermati quali Pacifico, Nada, Massimo Zamboni oltre alla riedizione dei lavori di Giuni Russo e Giorgio Gaber.
Il 2002 è l'anno della rivelazione di due giovani talenti: Emanuele Crialese, che con il film Respiro, interpretato da Valeria Golino, vince la "Semaine de la Critique" al Festival di Cannes e ottiene uno strepitoso successo di critica e di pubblico soprattutto in Francia; e Matteo Garrone, autore de L'imbalsamatore, film che viene presentato sempre a Cannes alla Quinzaine des Réalisateurs. Nel 2003 il successo di Gabriele Muccino viene confermato con il suo quarto film Ricordati di me. Un anno dopo Matteo Garrone porta sugli schermi Primo amore. Il film viene invitato in concorso al Festival di Berlino e vince l'Orso d'argento per la migliore colonna sonora.
Tra i progetti internazionali la sua casa di produzione co-produce Eros, film a episodi diretti da Steven Soderbergh, Wong Kar-wai e Michelangelo Antonioni, e qualche anno dopo Tickets, un racconto firmato da altri tre maestri del cinema quali Ermanno Olmi, Abbas Kiarostami e Ken Loach.
Nel 2004 Procacci produce Le conseguenze dell'amore di Paolo Sorrentino che viene presentato in concorso a Cannes ed è il film rivelazione sia per il successo di critica che per numero di premi attribuiti - quattro Nastri d'argento per miglior soggetto, miglior attore protagonista, miglior attore non protagonista, migliore fotografia - cinque premi David di Donatello per miglior film, miglior regia, miglior attore protagonista, miglior fotografia, miglior sceneggiatura.
Nel 2006 è la volta di La guerra di Mario, regia di Antonio Capuano, con Valeria Golino premiata David di Donatello per la migliore attrice protagonista per l'interpretazione di una madre adottiva appassionata e fuori dagli schemi.
Sempre nel 2006 L'amico di famiglia, con la regia di Paolo Sorrentino, in concorso al Festival del Cinema di Cannes. Lo stesso anno nella prima edizione del Festa del Cinema di Roma viene presentato Fascisti su Marte, prima opera cinematografica di Corrado Guzzanti.
Nel mese di settembre poi è stato inaugurato nel centro storico di Roma il "Caffè Fandango", dedicato, dove è possibile trovare qualunque film, documentario, libro o disco a marchio della omonima casa di produzione.
Nel 2011, all'inaugurazione del festival del cinema Bif&st, riceve nella sala consiliare del comune di Bari le chiavi della città dal sindaco Michele Emiliano.
Nel 2013 al Bif&st riceve il "premio Franco Cristaldi" per il miglior produttore per il film Diaz - Don't Clean Up This Blood.
Ha interpretato se stesso in un progetto studentesco del DAMS di Gorizia intitolato The Bet, successivamente distribuito come mini serie web a partire dal dicembre del 2016.

## Vita privata
Nella seconda metà degli anni ottanta inizia una lunga relazione con l'attrice Francesca Neri. Dall'estate 2011 frequenta l'attrice Kasia Smutniak. Nell'agosto 2014 nasce a Roma il loro figlio, Leone. Si sposano il 16 settembre 2019, a sorpresa, davanti a un ristretto gruppo di amici, durante la festa per i 40 anni di Kasia.

## Filmografia parziale

### Produttore
- Il grande Blek, regia di Giuseppe Piccioni (1987)
- La corsa dell'innocente, regia di Carlo Carlei (1993)
- Bad Boy Bubby, regia di Rolf de Heer (1993)
- La stanza di Cloe (The Quiet Room), regia di Rolf de Heer (1996)
- Le mani forti, regia di Franco Bernini (1997)
- Epsilon, regia di Rolf de Heer (1997)
- Come te nessuno mai, regia di Gabriele Muccino (1998)
- La stanza dello scirocco, regia di Maurizio Sciarra (1998)
- Radiofreccia, regia di Luciano Ligabue (1998)
- Lupo mannaro, regia di Antonio Tibaldi (2000)
- E morì con un felafel in mano (He Died with a Felafel in His Hand), regia di Richard Lowenstein (2001)
- Da zero a dieci, regia di Luciano Ligabue (2002)
- Alice è in paradiso, regia di Guido Chiesa (2002) - Documentario
- Respiro, regia di Emanuele Crialese (2002)
- Velocità massima, regia di Daniele Vicari (2002)
- Il filo pericoloso delle cose, episodio di Eros, regia di Michelangelo Antonioni (2004)
- Le conseguenze dell'amore, regia di Paolo Sorrentino (2004)
- Lavorare con lentezza, regia di Guido Chiesa (2004)
- Tickets, regia di Ermanno Olmi, Abbas Kiarostami e Ken Loach (2005)
- L'amico di famiglia, regia di Paolo Sorrentino (2006)
- La giusta distanza, regia di Carlo Mazzacurati (2007)
- Gomorra, regia di Matteo Garrone (2008)
- Lezione ventuno, regia di Alessandro Baricco (2008)
- Caos calmo, regia di Antonello Grimaldi (2008)
- Il passato è una terra straniera, regia di Daniele Vicari (2008)
- Un giorno perfetto, regia di Ferzan Özpetek (2008)
- Cosmonauta, regia di Susanna Nicchiarelli (2009)
- Baciami ancora, regia di Gabriele Muccino (2010)
- Mine vaganti, regia di Ferzan Özpetek (2010)
- La versione di Barney (Barney's Version), regia di Richard J. Lewis (2010)
- La passione, regia di Carlo Mazzacurati (2010)
- Habemus Papam, regia di Nanni Moretti (2011)
- Qualunquemente, regia di Giulio Manfredonia (2011)
- Gli sfiorati, regia di Matteo Rovere (2011)
- La vita facile, regia di Lucio Pellegrini (2011)
- L'ultimo terrestre, regia di Alfonso Pacinotti (2011)
- Diaz - Don't Clean Up This Blood, regia di Daniele Vicari (2011)
- Black Block, regia di Carlo A. Bachschmidt (2011)
- Il paese delle spose infelici, regia di Pippo Mezzapesa (2011)
- Magnifica presenza, regia di Ferzan Özpetek (2012)
- L'ultima ruota del carro, regia di Giovanni Veronesi (2013)
- Smetto quando voglio, regia di Sydney Sibilia (2014)
- Mia madre, regia di Nanni Moretti (2015)
- Veloce come il vento, regia di Matteo Rovere (2016)
- Era d'estate, regia di Fiorella Infascelli (2016)
- Smetto quando voglio - Masterclass, regia di Sydney Sibilia (2017)
- La profezia dell'armadillo, regia di Emanuele Scaringi (2018)
- L'amica geniale (2018-2024)
- Bangla, regia di Phaim Bhuiyan (2019)
- Il grande spirito, regia di Sergio Rubini (2019)
- L'Alligatore – serie TV (2020)
- Tre piani, regia di Nanni Moretti (2021)
- La mia ombra è tua, regia di Eugenio Cappuccio (2022)
- Bangla - La serie, regia di Phaim Bhuiyan (2022)
- The Matchmaker, regia di Benedetta Argentieri (2022)
- La vita bugiarda degli adulti – serie TV (2023)
- Una sterminata domenica, regia di Alain Parroni (2023)
- La storia del Frank e della Nina, regia di Paola Randi (2024)
- Fuochi d'artificio – serie TV (2025)

### Produttore esecutivo
- Dr. Plonk, regia di Rolf de Heer (2007)
- Sette anime (Seven Pounds), regia di Gabriele Muccino (2008)

## Riconoscimenti
- David di Donatello
  - 2001 - Miglior produttore per L'ultimo bacio
  - 2003 - Miglior produttore per Respiro
  - 2009 - Miglior produttore per Gomorra
  - 2013 - Miglior produttore per Diaz - Don't Clean Up This Blood
- Nastri d'argento 2002 - Miglior produttore per il complesso delle produzioni dell'anno
- Nastri d'argento 2003 - Miglior produttore per L'imbalsamatore, Ricordati di me e Velocità massima
- Nastri d'argento 2008 - Miglior produttore per il complesso delle produzioni dell'anno
- Nastri d'argento 2011 - Miglior produttore per Habemus Papam
- Nastri d'argento 2012 - Miglior produttore per Diaz - Don't Clean Up This Blood
- Nastri d'argento 2014 - Miglior produttore per Smetto quando voglio
- Ciak d'oro 2003 - Miglior produttore per L'imbalsamatore, Ricordati di me e Velocità massima[7]
- Ciak d'oro 2012 - Miglior produttore per Diaz - Don't Clean Up This Blood[8]